# ウィラード・メトカーフ
ウィラード・メトカーフ（Willard Leroy Metcalf、1858年7月1日 - 1925年3月9日）はアメリカ合衆国の画家である。美術家グループ「テン・アメリカン・ペインターズ」のメンバーの一人としても活動した。 

## 略歴
マサチューセッツ州のローウェルの労働者階級の生まれである。16歳で絵を書き始め、1876年にボストンにスタジオを開いた。奨学金を得て、ボストン美術館の付属美術学校1878年まで学んだ。1882年にボストンの画廊で個展を開き、絵を売った資金を国外への留学の資金にした。
1883年9月にヨーロッパへ出発し1888年までヨーロッパに滞在した。はじめはパリの私立美術学校アカデミー・ジュリアンに入学し、ギュスターヴ・ブーランジェやジュール・ジョゼフ・ルフェーブルに学んだ。その後、イギリスや、多くの画家たちが集まっていた、フランス、ブルターニュのポン＝タヴァンで過ごした。1884年に後に共に活動することになるジョン・ヘンリー・トワックトマンとパリで知り合った。セオドア・ロビンソンなどの多くアメリカの画家も滞在していた、グレ＝シュル＝ロワンでも風景画を描いた。この時代のメトカーフのスタイルは、ジャン＝フランソワ・ミレーに影響を受けていた。クロード・モネが住んでいたジヴェルニーでも風景画を描き、アルジェリアやチュニジアも旅した。
アメリカに帰国した後、ボストンで個展を開き、しばらくフィラデルフィアで活動した後、1890年にニューヨークにスタジオを開きしばらくは肖像画家、商業美術家、美術教師として収入を補った。1895年にアメリカにおける芸術家村であるマサチューセッツ州のグロスターで風景画を描いた。1890年代の終わりに、ジョン・ヘンリー・トワックトマンらが創設した「テン・アメリカン・ペインターズ」のグループ展に参加したが、作品数は少なく、貢献は限られたものであった。
1899年に友人のロバート・ルイス・リード、エドワード・シモンズとニューヨークの役所の壁画の仕事もした。
20世紀にはいって、タバコ会社の壁画の仕事の準備でキューバを旅したり、メイン州に住んで、風景を描いたりし、1907年にコーコラン美術館の展覧会で金賞を得た。
その後もニューハンプシャー州のコーニッシュなどで風景画を描いた。

## 作品

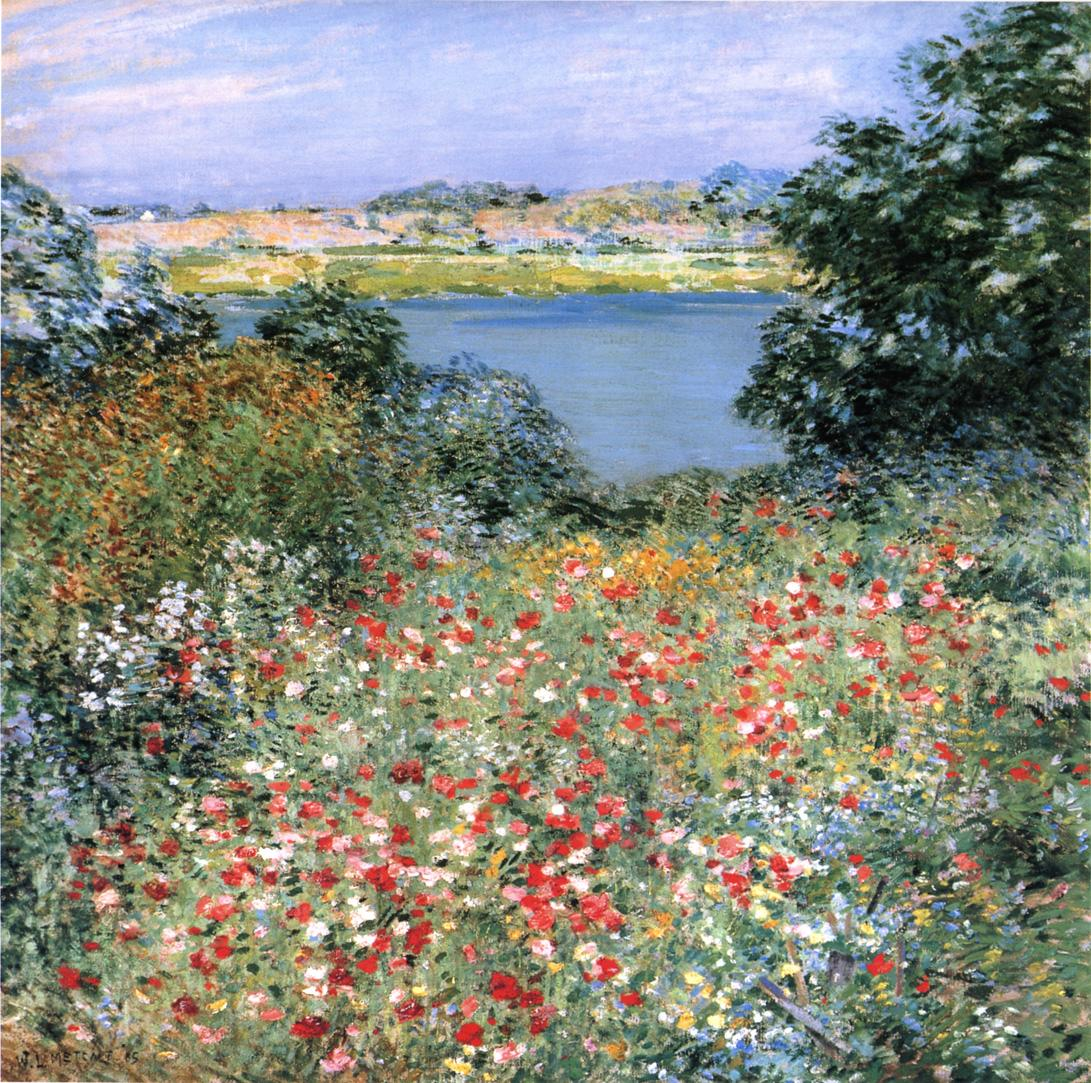
Poppy Garden
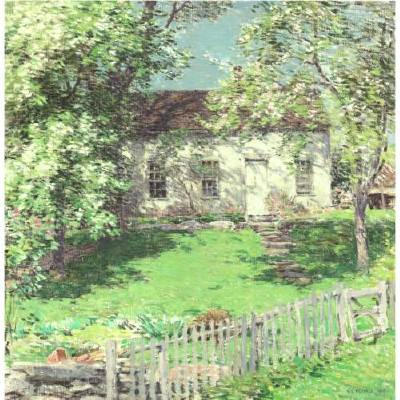
The White House
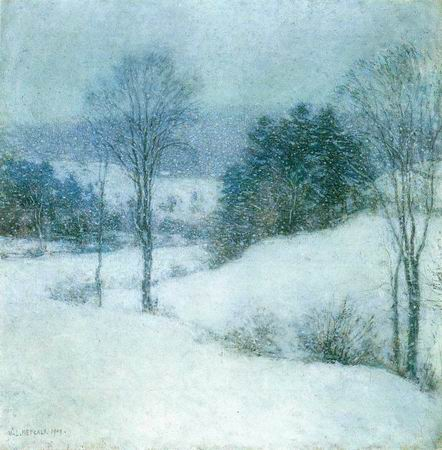
The White Veil
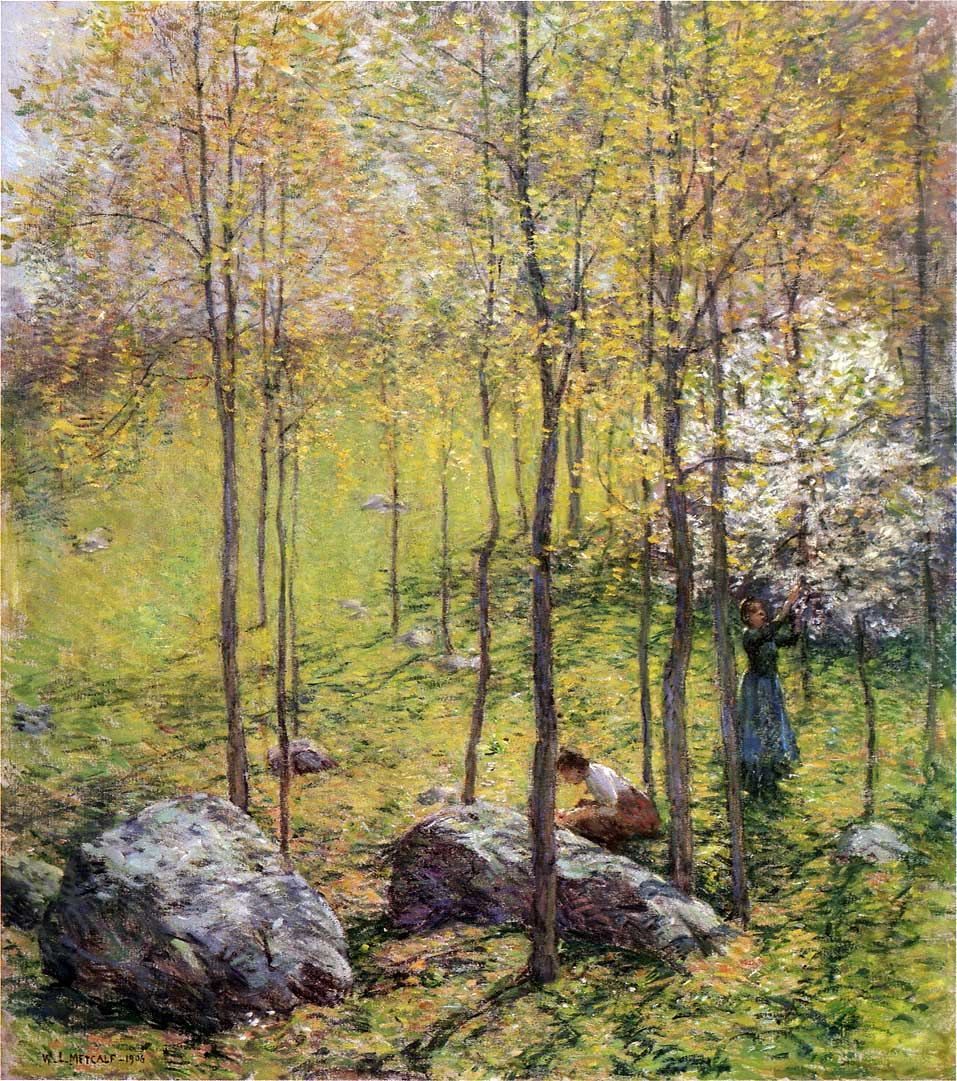
Dogwood Blossoms
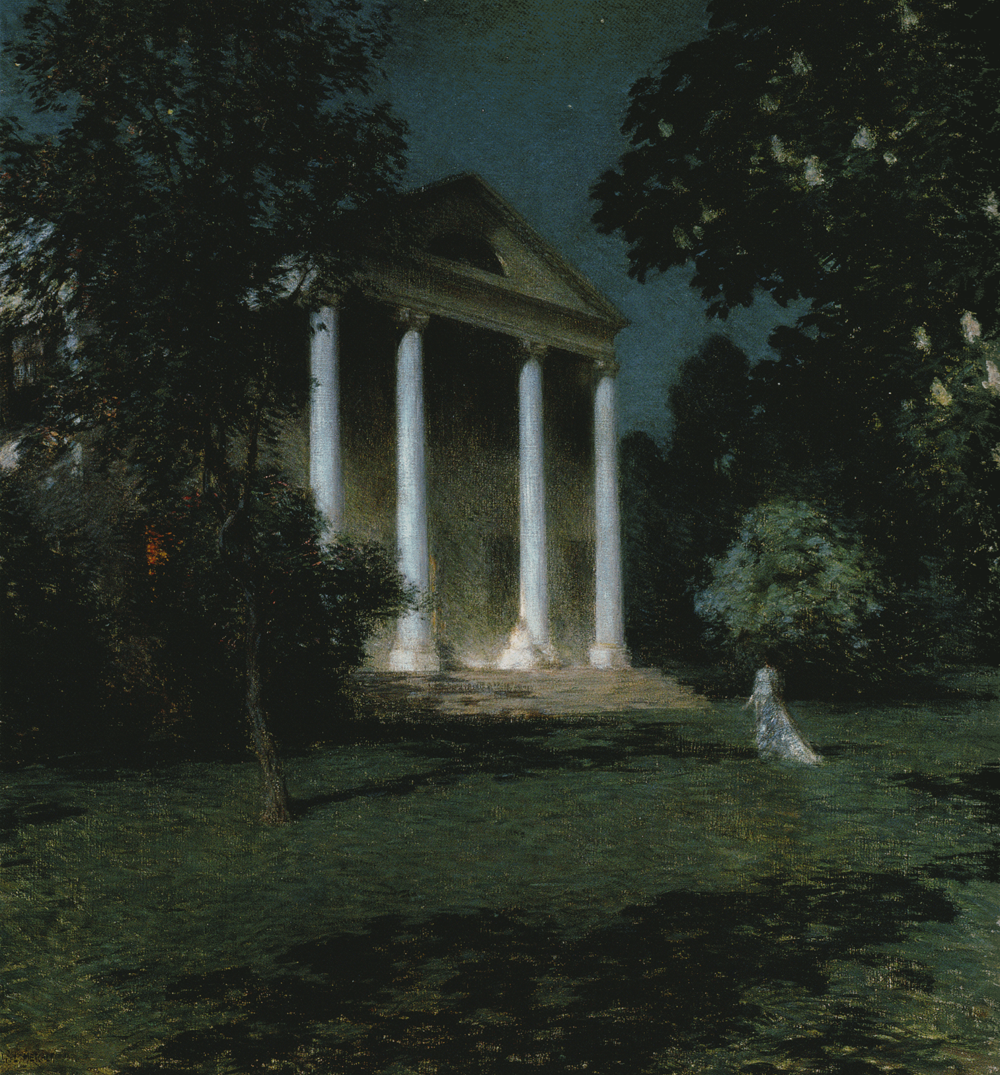
May Night
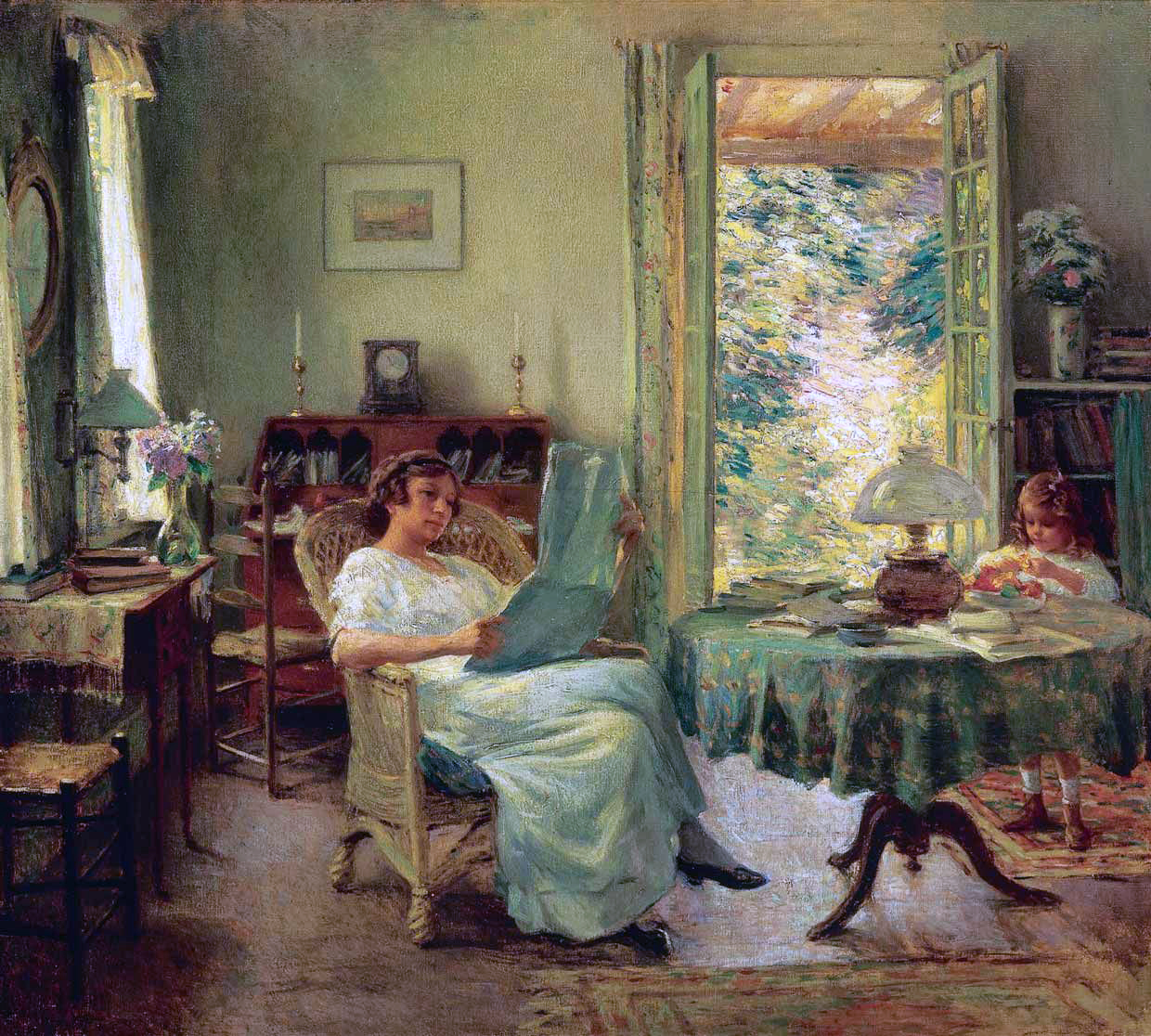
Summer at Hadlyme
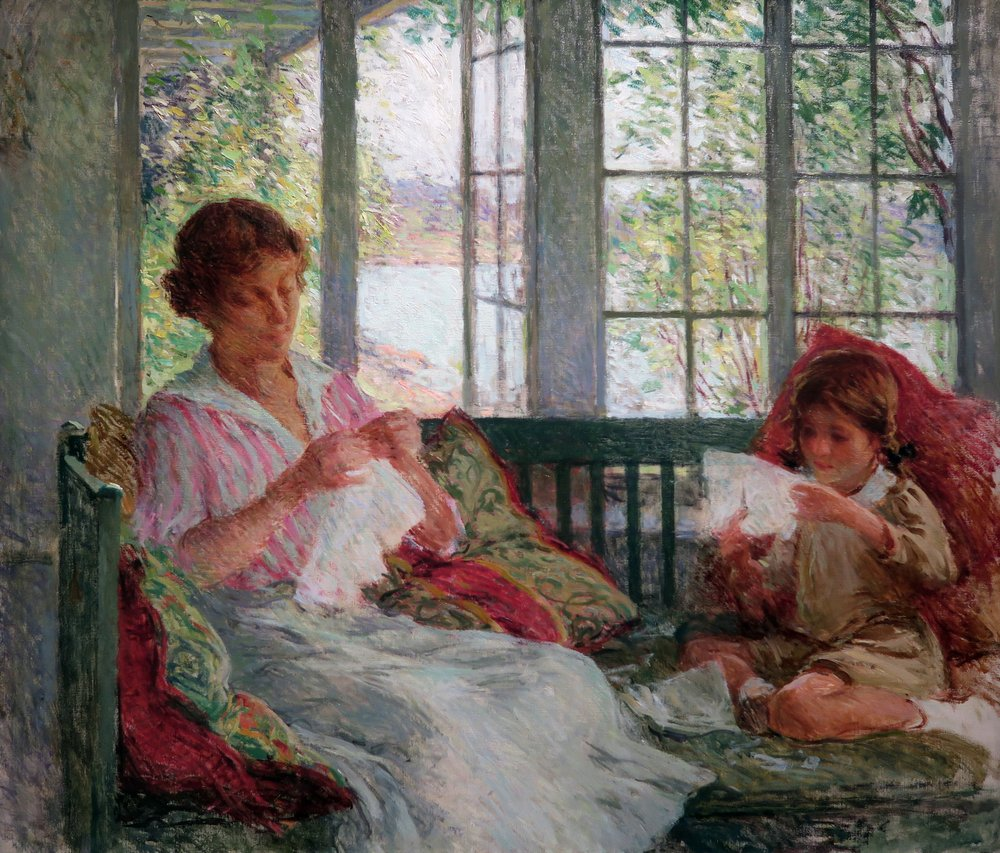
My Wife and Daughter
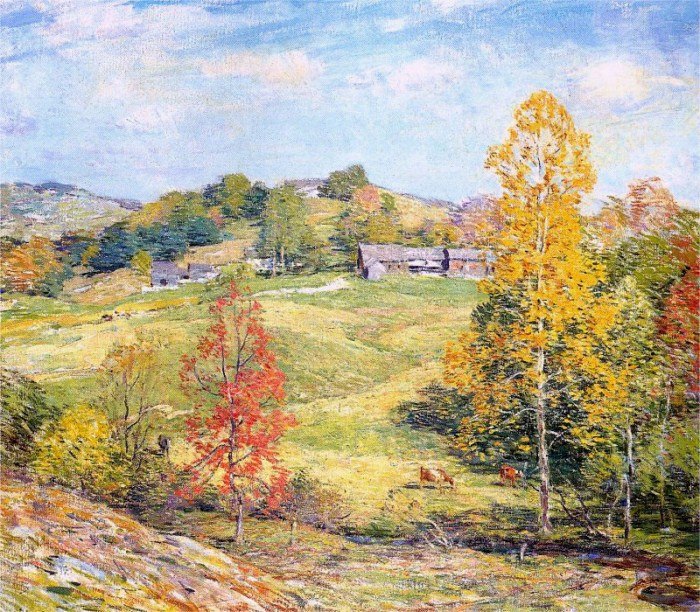
The Sillon